# Perfect (singel Simple Plan)
„Perfect” (ang. Ideał) – ballada rockowa kanadyjskiej grupy Simple Plan wydana jako ostatni singiel z ich pierwszej płyty No Pads, No Helmets… Just Balls.

## Lista utworów
1. „Perfect” - 4:41
2. „Perfect” (wersja akustyczna) - 4:06
3. „Happy Together”